# John Mitchell Nuttall
John Mitchell Nuttall (Todmorden, 21 luglio 1890 – Manchester, 28 gennaio 1958) è stato un fisico britannico.
Conosciuto per il suo lavoro con il fisico Hans Geiger, che ha portato alla legge di Geiger-Nuttall sul decadimento radioattivo.

## Biografia
Nuttall si laureò presso l'Università di Manchester nel 1911 e fu nominato assistente di fisica presso l'Università di Leeds. Durante la prima guerra mondiale, servì come capitano con la Royal Engineers. Nel 1921 divenne assistente direttore dei Laboratori Fisici dell'Università di Manchester, posto che tenne fino al 1955.